# Slidebar
Slidebar (Parking Slidebar) — веб-сервис, который предоставляет вычислительные мощности в облаке. Сервис является публичным облаком построенным на технологиях компании Microsoft по концепции Infrastructure as a service. Сервис входит в инфраструктуру Parking Cloud и использует технологию виртуализации Hyper-V и рекомендации Microsoft Dynamic Data Center.
Простой веб-интерфейс сервиса при помощи слайдеров, позволяет в реальном времени подобрать параметры сервера и оценить стоимость конфигурации, а также настроить его с минимальными затратами ресурсов. Благодаря предустановленным шаблонам и большому набору дополнительных опций сервис позволяет значительно ускорить первоначальную настройку и запуск к облачного сервера.

## Особенности сервиса Slidebar
- Эластичность. Сервис позволяет самостоятельно выбирать и изменять параметры облачного сервера, применять разные конфигурации и использовать разные ОС. Пользователь самостоятельно конфигурирует свой тариф;
- Почасовая тарификация. Оплата за использование сервиса идет почасовая и стоимость меняется в момент применения новых параметров;
- Полный контроль. Полный административный доступ к облачному серверу, включая полноценный RDP-доступ.
- Гибкость. Пользователь может динамически изменять все параметры облачного сервера – количество и % использования процессорных ядер, размер оперативной памяти и объем жесткого диск. Поддерживаются все основные серверные операционные системы – Windows Server, Linux, FreeBSD.

## Функциональность Slidebar[1]
С помощью Slidebar можно:
- создать масштабируемый облачный сервер, который будет содержать ваши приложения, библиотеки, данные и связанные с ними конфигурационные параметры. Или использовать заранее настроенные шаблоны образов для работы;
- управлять параметрами облачного сервера в широком диапазоне;
- менять параметры сервера автоматически при помощи встроенного планировщика;
- выбирать тип операционной системы, какой вам необходим, запустить, завершить, несколько облачных серверов используя API Веб-сервис или  или различных инструментов управления, которые предусмотрены;
- получать уведомления о работе сервера при помощи системы оповещения;
- платить только за ресурсы, которые вы собираетесь потреблять.

## Важные даты
20 мая 2010 - Запуск закрытого тестирования Slidebar.ru

28 июня 2010 - Коммерческий запуск Slidebar.ru v1

## Критика
Заявленная «концепция» облачности не соответствует действительности и, скорее, похожа на модифицированный VPS. В отличие от Amazon EC2 (во многом первопроходца и основоположника моды) и других полноценных облачных сервисов Slidebar не позволяет создать множество незапущенных (замороженных) серверов (instances в терминологии EC2) и не платить за неиспользуемые ресурсы (RAM,процессорное время), почти мгновенно запуская их при росте нагрузки. У Slidebar за все созданные сервера приходится платить по тарифу в любом случае. 